# Place Saint-Charles
La place Saint-Charles est une voie du 15e arrondissement de Paris.

## Situation et accès
La place Saint-Charles est située au croisement de la rue Saint-Charles, qu'elle coupe au numéro 47 et de la rue du Théâtre. Elle constitue le point de départ de la rue Héricart, qui débouche sur un square.

## Origine du nom
La place prend le nom de l'axe qui la traverse selon l'axe nord-sud, la rue Saint-Charles.

## Historique
La rue et la place sont ouvertes au début des années 1840. Elle avait déjà la forme carrée et les dimensions qu'elle a conservées depuis.

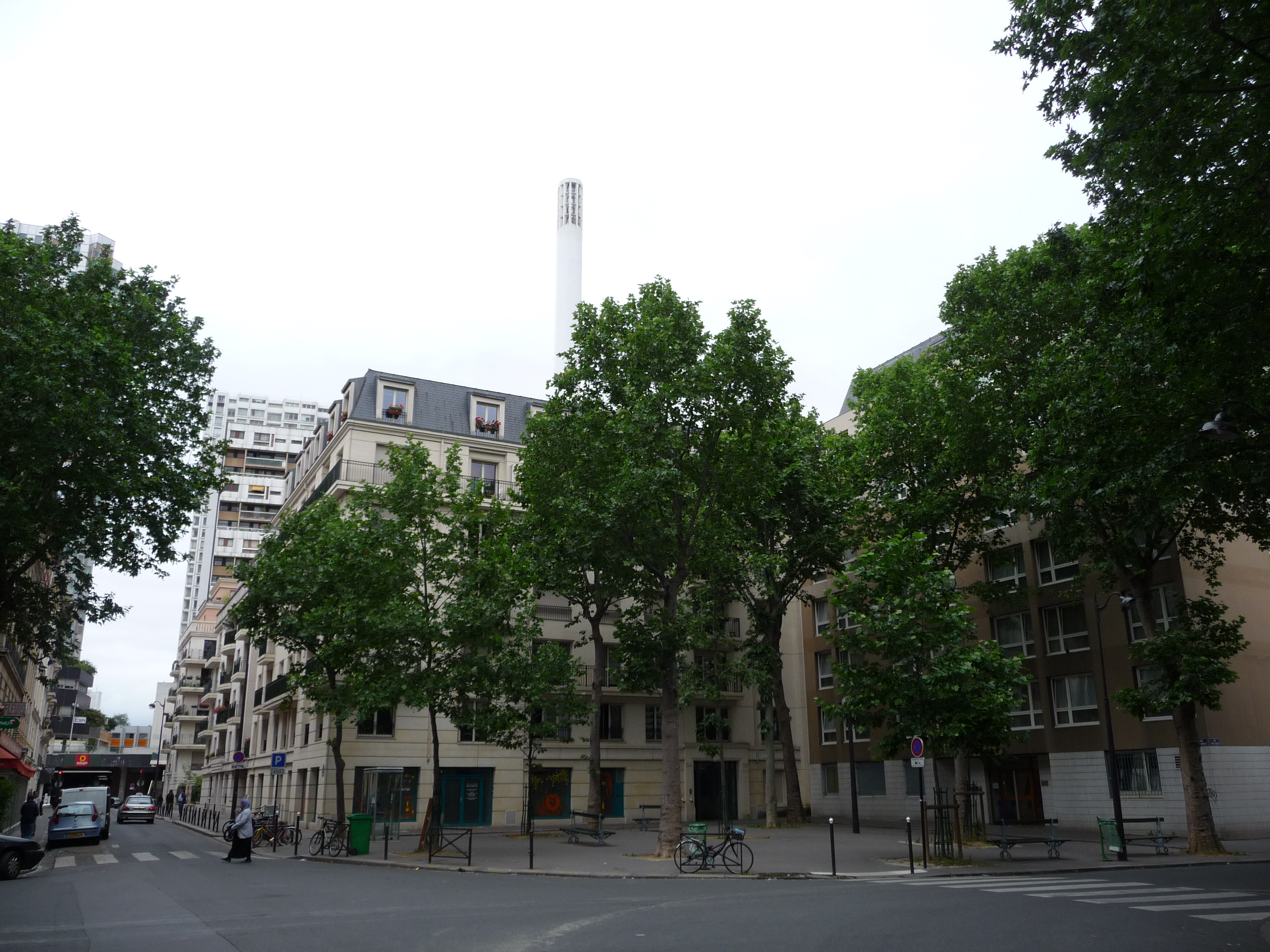
La place Saint-Charles au croisement de la rue du Théâtre et de la rue Saint-Charles.

La rue a été baptisée à l'époque de la fondation du nouveau village de Grenelle, en l'honneur du saint patron de Charles X, qui régnait alors. Auparavant, du temps où la rue Saint-Charles était la « rue Saint-Louis », elle a porté le nom de « place Saint-Louis ».

## Bâtiments remarquables et lieux de mémoire
- Les éditions Economica ont des bureaux disposés à plusieurs adresses de la place.